# Mpv
mpv — свободный и легковесный кроссплатформенный медиаплеер на основе MPlayer/mplayer2. 
Запускается на большинстве операционных систем, включая различные варианты Unix, Berkeley Software Distribution (BSD), Linux, OS X а также на Windows. Поддерживает множество различных платформ, включая ARM, PowerPC, x86 / IA-32, x86-64 и MIPS architecture. 
Настроить плеер возможно посредством создания файла конфигурации «mpv.conf» в пользовательской директории и вписывания в него определенных параметров. 
Выпускается под лицензией GNU General Public License version 2 plus (GPLv2+), с частями кода под GNU Lesser General Public License version 2.1 plus (LGPLv2.1+), некоторые опциональные части под GNU General Public License version 3 (GPLv3).

## История
Проект появился в 2012 году как форк Mplayer2. Целью форка было удаление трудноподдерживаемого кода и удаление поддержки очень старых операционных систем. Сейчас проект находится в состоянии активной разработки.
Начиная с июня 2015, исходный код mpv перелицензируется на условиях LGPLv2, чтобы разрешить использовать mpv в качестве библиотеки для приложений, распространяющихся под лицензией отличной от GPL.

## Значимые отличия от MPlayer

### Поддержка веб-сайтов
Mpv поддерживает youtube-dl, что позволяет ему воспроизводить видео с YouTube и более 300 других сайтов. Также благодаря данному функционалу возможно использовать mpv вместо предлагаемых сайтами Flash или HTML5 плееров.

### Высокое качество видео
mpv включает глубоко настраиваемый драйвер вывода на основе OpenGL с более 100 параметрами настроек качества, в том числе с фильтрами апскейлинга, управления цветопередачей и пиксельными шейдерами.

### УлучшенныйAPI
Помимо работы в качестве медиаплеера, mpv может использоваться другими приложениями с помощью библиотеки libmpv, например, Plex.

### Подсистема кодировщика
mpv имеет встроенный конвертер видео, позволяющий сохранять вывод в файл с широким набором видео и аудиокодеков.
Эта функция пришла на замену MEncoder из MPlayer.

### Lua-скрипты
mpv поддерживает скрипты на Lua для обрезки видео, настройки частоты обновления монитора, создания графического интерфейса (GUI) и других функций.

## Использование в других видеоплеерах
Многие другие приложения используют mpv в качестве бек-энда для воспроизведения видео, включая:
- SMPlayer, может использовать как mpv, так и обе версии mplayer.
- mpc-qt, написанный с использованием qt5 и поддерживающий шейдеры OpenGL.
- Baka MPlayer, написанный с использованием qt5[16]
- GNOME MPV, фронт-энд для среды GNOME[17]
- IINA, видео-плеер для MacOS[18]
- Mpv-android, видео-плеер для Android[19]
- Outplayer, видео-плеер для iOS